# Bełchatów (stad)
Bełchatów (Duits: Belchatow) is een stad in het Poolse woiwodschap Łódź, gelegen in de powiat Bełchatowski. De oppervlakte bedraagt 34,63 km², het inwonertal 62.437 (2005).

## Verkeer en vervoer
Bełchatów heeft een busstation op 100 m van het ziekenhuis.

## Geboren
- Harry Haft (1925-2007), lichtzwaargewicht bokser
- Klaudia Jedlińska (2000), voetbalster

## Partnersteden
- Aubergenville (Frankrijk)
- Csongrád (Hongarije)
- Myślenice (Polen)
- Sovjetsk (Rusland)
- Tauragė (Litouwen)